# Antorcha Campesina, Tlaxcala
Antorcha Campesina är en ort i Mexiko.   Den ligger i kommunen Tepeyanco och delstaten Tlaxcala, i den sydöstra delen av landet, 90 km öster om huvudstaden Mexico City. Antorcha Campesina ligger 2 315 meter över havet och antalet invånare är 208.
Terrängen runt Antorcha Campesina är platt västerut, men österut är den kuperad. Runt Antorcha Campesina är det mycket tätbefolkat, med 1 463 invånare per kvadratkilometer. Närmaste större samhälle är Tlaxcala de Xicohtencatl, 7,9 km nordost om Antorcha Campesina. Trakten runt Antorcha Campesina består till största delen av jordbruksmark.